# 圣地亚哥堡 (西班牙)
圣地亚哥堡，是西班牙卡斯蒂利亚-拉曼恰雷阿尔城省的一个市镇。 总面积96平方公里，总人口2209人（2001年），人口密度23人/平方公里。